# Sítio Arqueológico do Córrego da Figueira
O Sítio Arqueológico do Córrego da Figueira é um conjunto de ruínas remanescentes da Guerra dos Emboabas, localizado no município de Lagoa Dourada.
A fortificação encontra-se no meio de uma mata fechada e suas ruínas ocupam uma área de cerca de 3,5 mil metros quadrados. A floresta já abraçou as largas paredes de pedra e o acúmulo de material orgânico foi soterrando os compartimentos. Um córrego desce próximo ao forte e há vestígios de uma ponte, soterrada, aparecendo parte de seus pilares. O forte está próximo à Mata dos Paulistas, outra referência à Guerra dos Emboabas.